# Scopelengys tristis
Scopelengys tristis is een straalvinnige vissensoort uit de familie van lantaarndragers (Neoscopelidae). De wetenschappelijke naam van de soort is voor het eerst geldig gepubliceerd in 1890 door Alcock.